# Américo Lopes
Américo Ferreira Lopes (* 6. März 1933 in Santa Maria da Feira, Distrikt Aveiro; † 22. September 2023) war ein portugiesischer Fußballtorhüter.

## Karriere

### Verein
Lopes verbrachte den größten Teil seiner Karriere beim FC Porto. Von 1954 bis 1958 war er an den Nachbarverein Boavista Porto ausgeliehen, bei dem er drei Spielzeiten in der Segunda Liga aktiv war. Nach seiner Rückkehr zum FC Porto war zunächst nur dritter Torhüter hinter Acúrsio Carrelo und Manuel Henriques de Pinho. Am Ende der Saison 1958/59 gewann er die portugiesische Meisterschaft, kam in dieser Spielzeit jedoch nur auf einen Einsatz in der Liga. 1968 wurde er portugiesischer Pokalsieger.  Am Ende der Saison 1968/69 beendete er im Alter von 36 Jahren seine aktive Laufbahn.

### Nationalmannschaft
Am 29. April 1964 debütierte Lopes beim 3:2 in einem Freundschaftsspiel gegen die Schweiz. Trainer Otto Glória berief ihn als dritten Torhüter hinter Joaquim Carvalho und José Pereira in den portugiesischen Kader für die Fußball-Weltmeisterschaft 1966 in England. Während des Turniers, das Portugal mit dem dritten Platz abschloss, wurde er jedoch nicht eingesetzt.
Zwischen 1964 und 1968 bestritt Lopes insgesamt 15 Länderspiele für Portugal.

## Erfolge
- Portugiesischer Meister: 1959
- Portugiesischer Pokal: 1968